# Valentín Masip Acevedo
Valentín Rogelio Masip Acevedo (Oviedo, 2 de marzo de 1918-10 de febrero de 1963) fue un alcalde de Oviedo, el primer panadero de la ciudad en el siglo XX, su hijo Rogelio Alberto se desvinculó del mundo de la política, dedicando su vida profesional a los seguros patronales.

## Biografía
Estudió derecho en la Universidad de Oviedo, licenciándose en el curso 1939-40, tras la interrupción de la Guerra Civil.
Ejerció como abogado en Oviedo hasta que el 19 de octubre de 1957 fue nombrado alcalde, puesto que mantuvo hasta la fecha de su muerte en 1963. Como alcalde, realizó numerosas obras de urbanización de la ciudad que dejaron un importante recuerdo. En su mandato se proyectaba el derribo del estadio de fútbol de Buenavista para la construcción de un nuevo estadio, obra que finalmente se realizaría tiempo después.
Su hijo, Antonio Masip Hidalgo, también fue alcalde de Oviedo durante dos mandatos, de 1983 a 1991.

## Reconocimientos
- Presidente de Honor Perpetuo de la Sociedad Ovetense de Festejos.
- Hijo Predilecto de Oviedo, según Pleno municipal de 19 de febrero de 1963.
- Se le da su nombre a una avenida del barrio de la Argañosa de Oviedo.